# List (efternamn)
List är ett efternamn, i varje fall delvis av tyskt ursprung. Det har burits av bland annat följande:
- Benjamin List (född 1968), tysk kemist
- Christian List, brittisk statsvetare
- Friedrich List (1789–1846), tysk nationalekonom och handelspolitiker
- Germán List Arzubide (1898–1998), mexikansk poet
- Guido von List (1848–1919), österrikisk ockultist och rasteoretiker
- John List (1925–2008), amerikansk mördare
- Peyton List (skådespelare född 1986), amerikansk skådespelare och fotomodell
- Peyton List (skådespelare född 1998), amerikansk skådespelare, sångerska och fotomodell
- Robert List (född 1936), amerikansk politiker, republikan, guvernör i Nevada
- Wilhelm List  (1880–1971), tysk militär